# Todas las mañanas del mundo
Todas las mañanas del mundo (en francés Tous les matins du monde) es una película francesa de género dramático dirigida por Alain Corneau y estrenada el 18 de diciembre de 1991. Cuenta con las actuaciones de Gérard Depardieu y su hijo Guillaume Depardieu como el músico Marin Marais (de adulto y de joven, respectivamente), Jean-Pierre Marielle como Monsieur de Sainte-Colombe y Anne Brochet como su hija Madeleine.

## Sinopsis

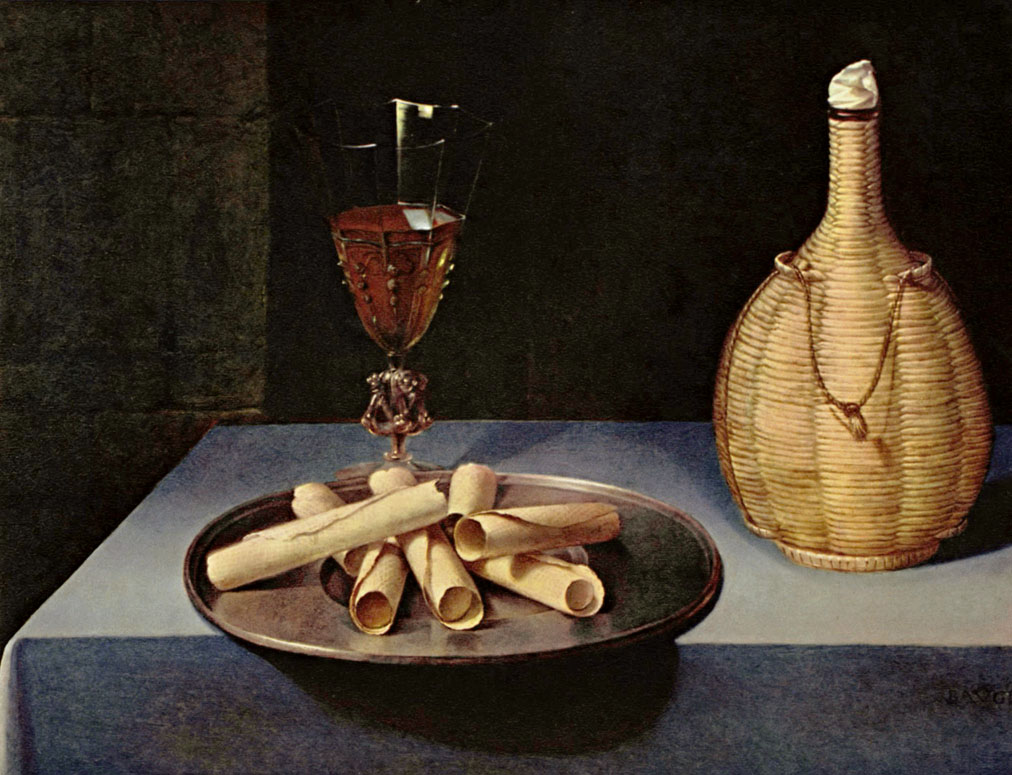
Le Dessert de gaufrettes, nature morte de Lubin Baugin.

Cuenta la historia de la relación entre Monsieur de Sainte-Colombe, sumido en una profunda melancolía por la muerte de su mujer, y Marin Marais, decidido a ser su discípulo para perfeccionar el uso de la viola da gamba, y que a su vez mantiene una relación con su hija. Rita Kempley en The Washington Post describió el filme como la “oda a un cellista barroco” que “también llora el mundo de los sonidos perdido ante el estruendo de la civilización” y “su voz es oscura, el timbre bajo, fúnebre incluso en el regocijo. Si algo celebra, es la inspiración del dolor.”

## Reparto
- Gérard Depardieu como Marin Marais
- Guillaume Depardieu como el Joven Marin Marais
- Jean-Pierre Marielle como Monsieur de Sainte-Colombe
- Anne Brochet como Madeleine
- Carole Richert como Toinette
- Michel Bouquet como Baugin
- Jean-Claude Dreyfus como Abbe Mathieu
- Yves Gasc como Caignet
- Yves Lambrecht como Charbonnières
- Jean-Marie Poirier como Monsieur de Bures
- Myriam Boyer como Guignotte
- Caroline Silhol como Madame de Sainte-Colombe

## Música
La banda sonora original de la cinta es obra de Jordi Savall, e incluye una selección de piezas de Marin Marais, Sainte-Colombe, François Couperin y Jean-Baptiste Lully:
1. Marche pour la cérémonie des turcs (Lully)
2. Improvisation sur les folies d'Espagne (Marais)
3. Prélude pour Mr. Vauquelin (Savall)
4. Gavotte du tendre (Sainte Colombe)
5. Une Jeune fillette (arr. Savall)
6. Les Pleurs (Sainte Colombe)
7. Concert à deux violes "le Retour" (Sainte Colombe)
8. La Rêveuse (Marais)
9. Trosième leçon de ténèbres à 2 voix (Couperin)
10. L'Arabesque (Marais)
11. Fantasie en mi mineur (anónimo del siglo XVII)
12. Les Pleurs [Versión a dos violas] - (Sainte Colombe)
13. Le Badinage (Marais)
14. Tombeau pour Mr de Sainte Colombe (Marais)
15. Nalguettes I - II (Marais)
16. Sonnerie de Ste Geneviève du Mont de Paris (Marais)

Los músicos que acompañan a Savall son: Fabio Biondi, Christophe Coin, Montserrat Figueras, María Cristina Kiehr, Rolf Lislevand, Jérôme Hantaï.
Consiguió el César a la mejor música escrita para un film, el Gran Prix Nouvelle Académie Du Disque, Disque D'or (Rtl - Snep), Croisette d'or Grand Prix de la Ville de Cannes.

## Premios
- Premios César 1992 (Francia)
  - Ganador: Mejor actriz secundaria (Anne Brochet)
  - Ganador: Mejor fotografía (Yves Angelo)
  - Ganador: Mejor vestuario (Corinne Jorry)
  - Ganador: Mejor director (Alain Corneau)
  - Ganador: Mejor película
  - Ganador: Mejor música escrita para una película (Jordi Savall)
  - Ganador: Mejor sonido (Anne Le Campion, Pierre Gamet, Gérard Lamps y Pierre Verany)
  - Nominado: Mejor actor (Jean-Pierre Marielle)
  - Nominado: Mejor montaje (Marie-Josèphe Yoyotte)
  - Nominado: Mejor guion original o adaptación (Alain Corneau y Pascal Quignard)
  - Nominado: Mejor actor revelación (Guillaume Depardieu)

- Festival Internacional de Cine de Berlín 1992 (Alemania)
  - Selección oficial: Oso de oro (Alain Corneau)[2]

- Premios Globo de Oro 1992 (Estados Unidos)
  - Nominado: Globo de Oro a la mejor película en lengua no inglesa